# Orthonevra nitidula
Orthonevra nitidula är en tvåvingeart som först beskrevs av Charles Howard Curran 1925.  Orthonevra nitidula ingår i släktet glansblomflugor, och familjen blomflugor. Inga underarter finns listade i Catalogue of Life.